# Élisabeth Dieudonné Vincent
Élisabeth Dieudonné Vincent, née en 1798 et morte le 29 novembre 1883, est une créole saint-dominicaine, et une femme d'affaires expatriée. Née en 1798 à Saint-Domingue d'un père affranchi et français, elle est illégitime, bien que son père la reconnaisse. En 1803, sa famille fuit les violences de la Révolution haïtienne pour se réfugier à Santiago de Cuba, où elle doit remplir des papiers pour prouver qu'elle est libre. En 1809, lorsque les autorités espagnoles expulsent les colons français en raison de la guerre péninsulaire en Europe, elle s'installe à La Nouvelle-Orléans en Louisiane.
Vincent épouse Jacques Tinchan en 1822 et, avec son mari, exploite une entreprise à la Nouvelle-Orléans. Le couple gagne aussi de l'argent en louant les esclaves de Vincent. En 1835, elle fait modifier son acte de mariage original afin d'acquérir un nom de famille, supprimant ainsi le double stigmate de l'illégitimité et de son ascendance d'esclave. Confrontés aux inégalités raciales et aux restrictions croissantes en raison des codes noirs aux États-Unis, le couple déménage avec leur famille en France, où ils exploitent une laiterie et des vignobles à Gan. Les mauvaises conditions économiques et la violence pendant la Révolution française de 1848 incitent la famille à s'installer à Anvers en 1857, où elle investit dans l'entreprise de tabac de ses fils.

## Jeunesse

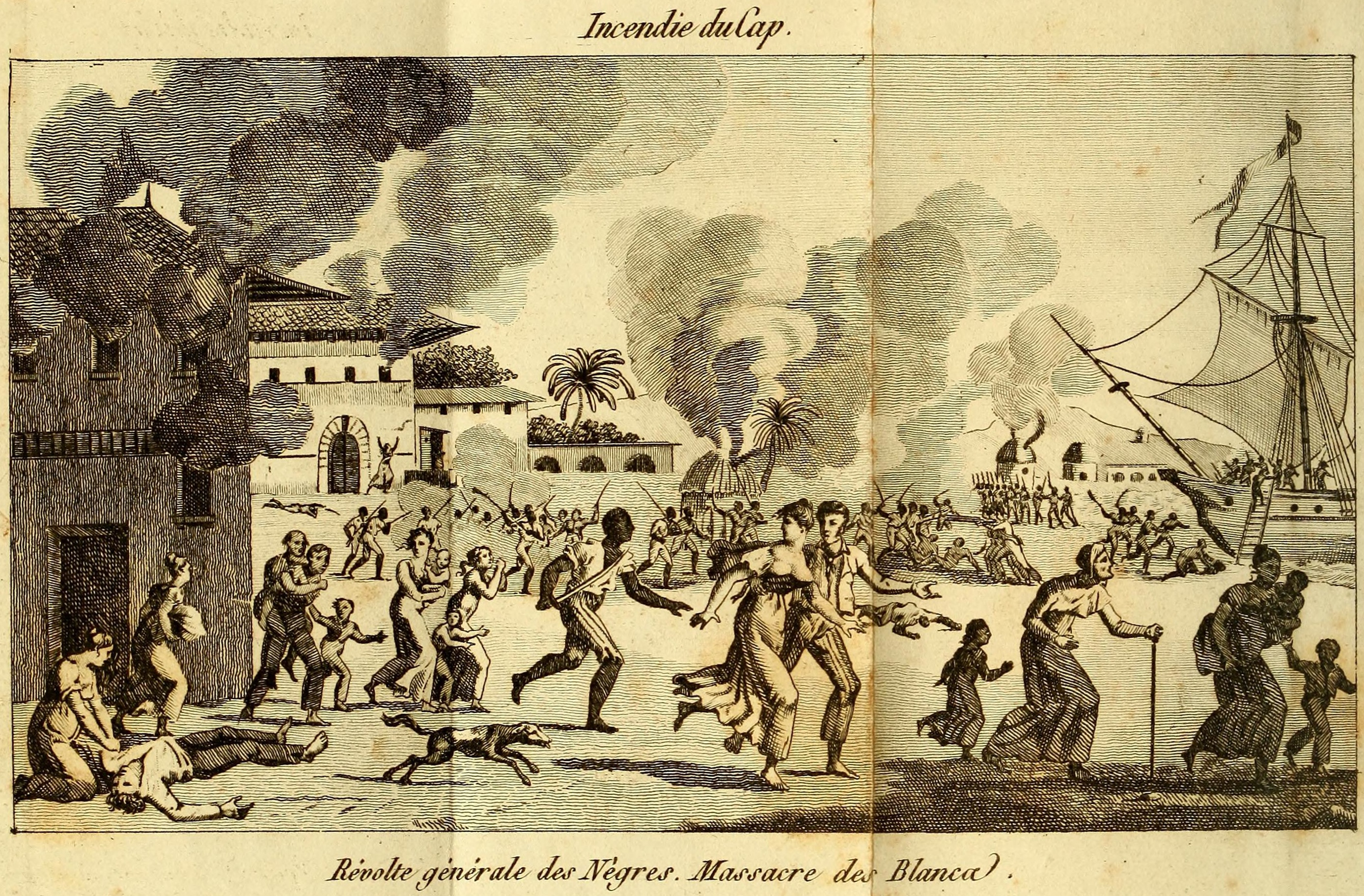
Réfugiés fuyant les violences à Saint-Domingue pendant la révolution

Élisabeth Dieudonné est née en 1798 à Jérémie, Saint-Domingue, d'une ancienne esclave, Rosalie de la nation Peule, et de son associé, Michel Étienne Henry Vincent, un Français qui a à un moment donné détenu le monopole royal de la vente de viande aux Cayes. Elle est baptisée à Cap-Dame-Marie et même si ses parents ne sont pas officiellement mariés, son père la reconnait comme son enfant.
La mère d'Élisabeth Dieudonné Vincent, Rosalie, vient d'une d'une région bordée à l'est par la vallée du fleuve Sénégal et la côte guinéenne, s'étendant vers l'ouest jusqu'au Mali et englobant le territoire où la langue pulaar est parlée. Elle arrive à Saint-Domingue juste avant la Révolution haïtienne. Les esclaves sénégambiens sont rares à Saint-Domingue et les archives indiquent que Rosalie appartient au début des années 1790 à un affranchi, Alexis Couba, qui la vend par la suite à Marthe Guillaume, une marchande. En 1793, Marthe Guillaume vend Rosalie à Jean-Baptiste Mongol, le boucher local, mais au bout de deux ans, elle est restituée à Guillaume. En décembre 1795, Guillaume affranchit Rosalie, mais le gouverneur colonial britannique Adam Williamson refuse de ratifier les documents officiels. Les faits se déroulent pendant l'occupation britannique d'Haïti durant les guerres de la Révolution française.
Rosalie est techniquement libre, mais n'a aucun papier officiel pour prouver son statut, son statut demeure donc ambigu jusqu'au retrait des Britanniques en 1798. L'année suivante, elle apparaît dans les actes de baptême sous le nom de « Marie Françoise, dite Rosalie, femme noire libre » et baptise sa fille, une enfant donc née libre. En 1802, les Français rétablissent l'esclavage en Martinique et des rumeurs courent selon lesquelles il serait à nouveau rétabli pour les Noirs de Saint-Domingue. Pour éviter que cela n'arrive à sa famille, Michel Vincent rédige un document en 1803 déclarant que Rosalie et ses enfants Juste Théodore, Marie Louise (dite Résinette), Étienne Hilaire (dit Cadet) et Élisabeth, sont tous ses esclaves, et qu'il les proclame libres. La ville de Jérémie est assiégée par les troupes françaises et Rosalie, Michel et Élisabeth s'enfuient vers Santiago de Cuba, à proximité. Les trois autres enfants disparaissent des registres et on ne sait s'ils sont capturés, s'ils se sont cachés à Saint-Domingue ou réussissent à se faufiler à Cuba, en évitant les gardiens des registres.
La famille arrive à Santiago de Cuba avec environ 18 000 autres réfugiés, Michel travaille comme maréchal-ferrant et Rosalie élève du bétail. Comme il n'y a aucun fonctionnaire français sur l'île, l'Agence des Prises de la Guadeloupe, chargée de vendre les biens des navires pillés et de canaliser le produit des ventes vers les troupes françaises, agit comme un tribunal officieux (en) pour les réfugiés français. Le 14 mars 1804, Michel Vincent, malade, dépose son dernier testament auprès de l'agence pour validation. Trois jours plus tard, Rosalie paye les agents de l'agence pour qu'ils enregistrent le document d'affranchissement de toute la famille que Vincent avait préparé avant leur fuite de Saint-Domingue. Quelques jours plus tard, Vincent meurt, et comme sa succession est insolvable, sa propriété est vendue pour couvrir ses obligations.

## La Nouvelle-Orléans, Louisiane
En 1809, pendant la guerre péninsulaire en Europe, le gouverneur de Cuba ordonne à tous les réfugiés français de partir. Comme ni l'une ni l'autre ne sont sûres de leur statut, la mère et la fille se séparent, Rosalie retournant à Haïti, désormais indépendant et Élisabeth voyageant avec sa marraine, Marie Blanche Peillon (veuve Aubert) et son concubin Jean Lambert Détry, un charpentier belge, jusqu'à La Nouvelle-Orléans. Achetant un terrain dans le Faubourg Marigny, le couple développe ses activités. Détry travaille comme entrepreneur, loue des scieurs et Peillon fait le commerce de la terre et des esclaves. À la mort de Détry en 1821, il laisse un héritage de 500 $ (équivalent à environ 10,993$ en 2016) à Élisabeth, et elle décide de se marier. Un contrat de mariage est préparé pour qu'elle épouse Jacques Tinchant, fils d'une femme libre de couleur appelée Suzette Bayot, une autre réfugiée de Saint-Domingue, et de son ancien partenaire Joseph Tinchant. Le contrat est rédigé sans nom de famille et indique que le nom d'Élisabeth est Marie Dieudonné, le prénom de sa mère et son propre deuxième prénom.

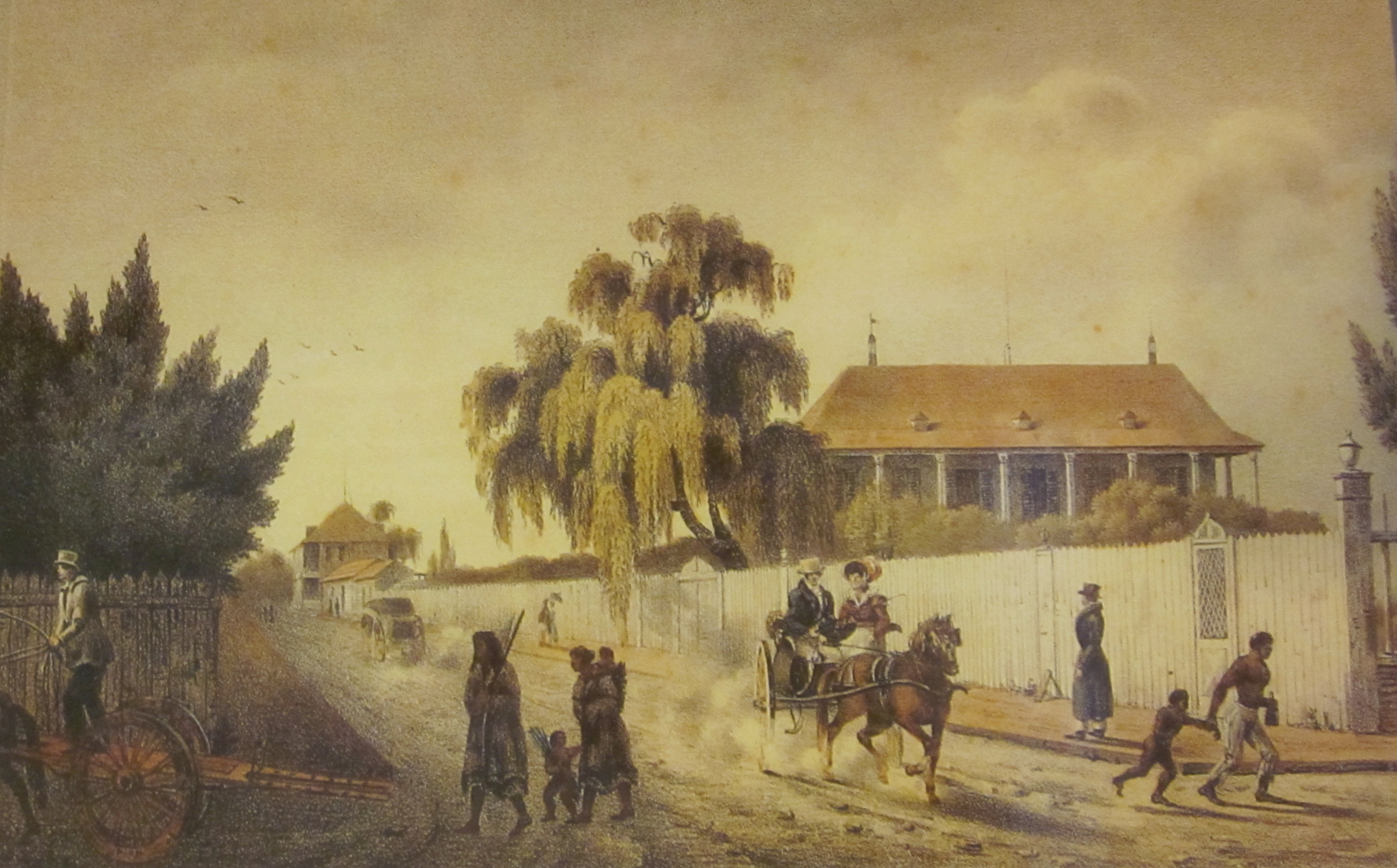
Quartier du Faubourg Marigny de la Nouvelle-Orléans c. 1821

Le couple se marie en 1822 et crée rapidement une entreprise dans laquelle Tinchant travaille comme constructeur et charpentier. Pour assurer leur revenu mensuel, ils louent également leurs esclaves, Gertrude et sa fille Marie Louise, qui leur avaient été offertes en cadeau de mariage par Peillon. Ils vivent avec Peillon, mais la cohabitation est difficile en raison de son caractère autoritaire et procédurier. Elle refuse de céder à Élisabeth son héritage de Détry, prétendant avoir réglé avec cet argent leurs frais de logement et de pension. Au bout d'un an, le couple déménage et le 1er janvier 1825, ils baptisent leur premier enfant, François Louis Tinchant, à la cathédrale Saint-Louis, à la Nouvelle-Orléans. Il est présenté comme un quarteron légitime et libre. Cette année-là, des lois sont adoptées interdisant le mariage interracial (en) et d'autres lois sont adoptées en Louisiane pour restreindre de plus en plus la liberté des personnes de couleur. D'autres enfants naissent ensuite, dont Joseph en 1827, Pierre en 1833, Jules en 1836 et Ernest en 1839,. En 1833, ils affranchissent Gertrude et acquièrent un autre esclave à sa place, un homme noir nommé Giles également connu sous le nom de Clark.
En 1835, Tinchant et son demi-frère Pierre Duhart fondent une entreprise qui aménage des terrains et construit des maisons pour les revendre. En novembre, dans l'espoir d'effacer les stigmates d'illégitimité et les traces de leur ascendance d'esclave qui sont inscrits dans son acte de mariage, Élisabeth Dieudonné Vincent, demande à un notaire de corriger son acte de mariage afin qu'il indique Élisabeth en prénom et Vincent comme nom de famille. Elle fournit comme preuve une copie de l'acte de son baptême, probablement apporté par sa mère lors de sa visite en avril. Même si son père l'a reconnue, cela ne lui confère techniquement pas le droit d'utiliser son nom de famille, mais le notaire, qui entretient depuis longtemps une relation d'affaires avec Tinchant, accepte le document et rectifie l'acte de mariage selon ses vœux. Au cours des années suivantes, la législation en Louisiane impose des restrictions de plus en plus sévères aux personnes libres de couleur, y compris des limites à la scolarité et des exigences d'inscription annuelle pour démontrer le statut libre. De nombreux membres de la famille Tinchant quittent alors la Louisiane pour la France, et le couple les suit en 1840 après s'être avoir vendu Marie Louise à Gertrude pour 800 dollars (environ 23,451 dollars en 2024).

## En France

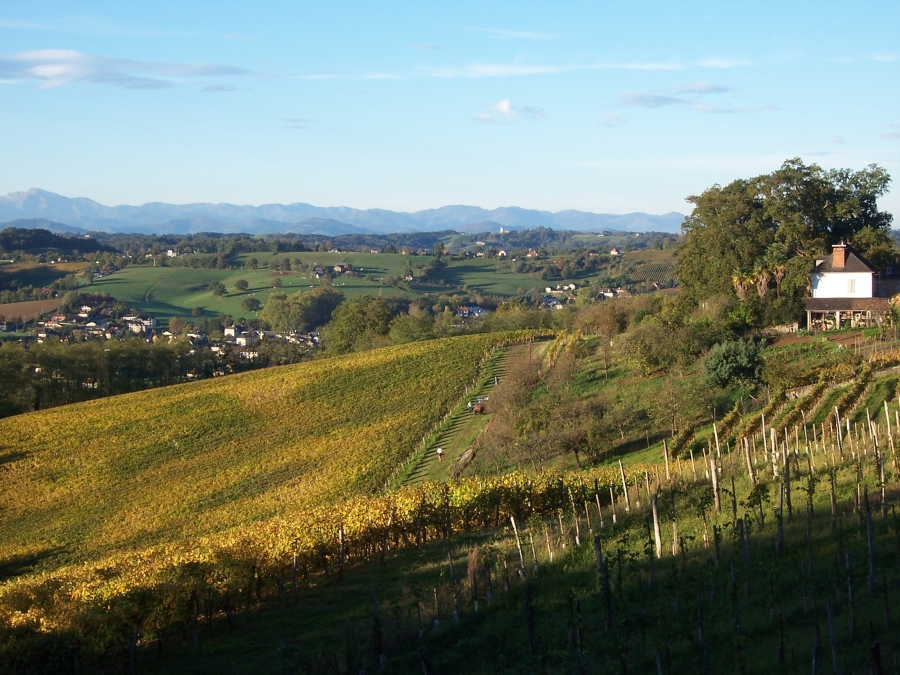
Vignobles de la région des Pyrénées-Atlantiques dans le sud de la France

En 1840, laissant leur fils aîné Louis à La Nouvelle-Orléans, le couple s'installe dans la région des Basses-Pyrénées, où le frère de Tinchant, Pierre Duhart, et ses parents se sont déjà établis,. Ils achètent une ferme avec des meubles, 21 hectares (51,89213001 acre) de terrain, deux granges et du bétail à Gan pour 27 000 Francs français (environ 158,028 $ en 2024). Le village a une école primaire, mais Tinchant et Vincent choisissent d'envoyer leurs enfants au collège royal voisin de Pau car celui-ci offre un meilleur programme. Peu de temps après leur arrivée, la mère de Tinchant meurt. L'année suivante, le couple a son dernier enfant, Edouard (né en 1841),. Bien qu'il soit né en France, parce que son père est né aux États-Unis et que sa mère a perdu sa nationalité lors de son mariage, Edouard n'a pas droit à la citoyenneté française, bien que le couple ait enregistré sa naissance.
Sans aucune expérience en agriculture, le couple emploie des métayers pour entretenir les produits laitiers, les champs de céréales et les vignobles. Les mauvaises récoltes, la rigidité du gouvernement et les mauvaises conditions économiques ont conduit à la propagation des idéaux républicains dans les écoles de Paris vers des zones plus rurales. En 1848, l'opposition croissante à la monarchie constitutionnelle française conduit à des bouleversements dans la ville voisine de Pau, où tous les fils du couple sont scolarisés. En 1851, le coup d'État de Louis-Napoléon détourne le pays du républicanisme. Bien que les enfants restent à l’école jusqu’en 1854, la famille commence à envisager de partir. Ils vendent leur ferme à un prix moins élevé que celui qu'ils ont payés et s'installent temporairement dans le Jurançon. Les bénéfices de la ferme sont prêtés aux deux fils aînés du couple, Louis et Joseph, qui s'installent comme fabricants de cigares à La Nouvelle-Orléans. À la recherche d'un partenaire commercial européen, les frères choisissent de s'installer en Belgique, qui n'a pas de monopole d'État sur la production de tabac.

## En Belgique

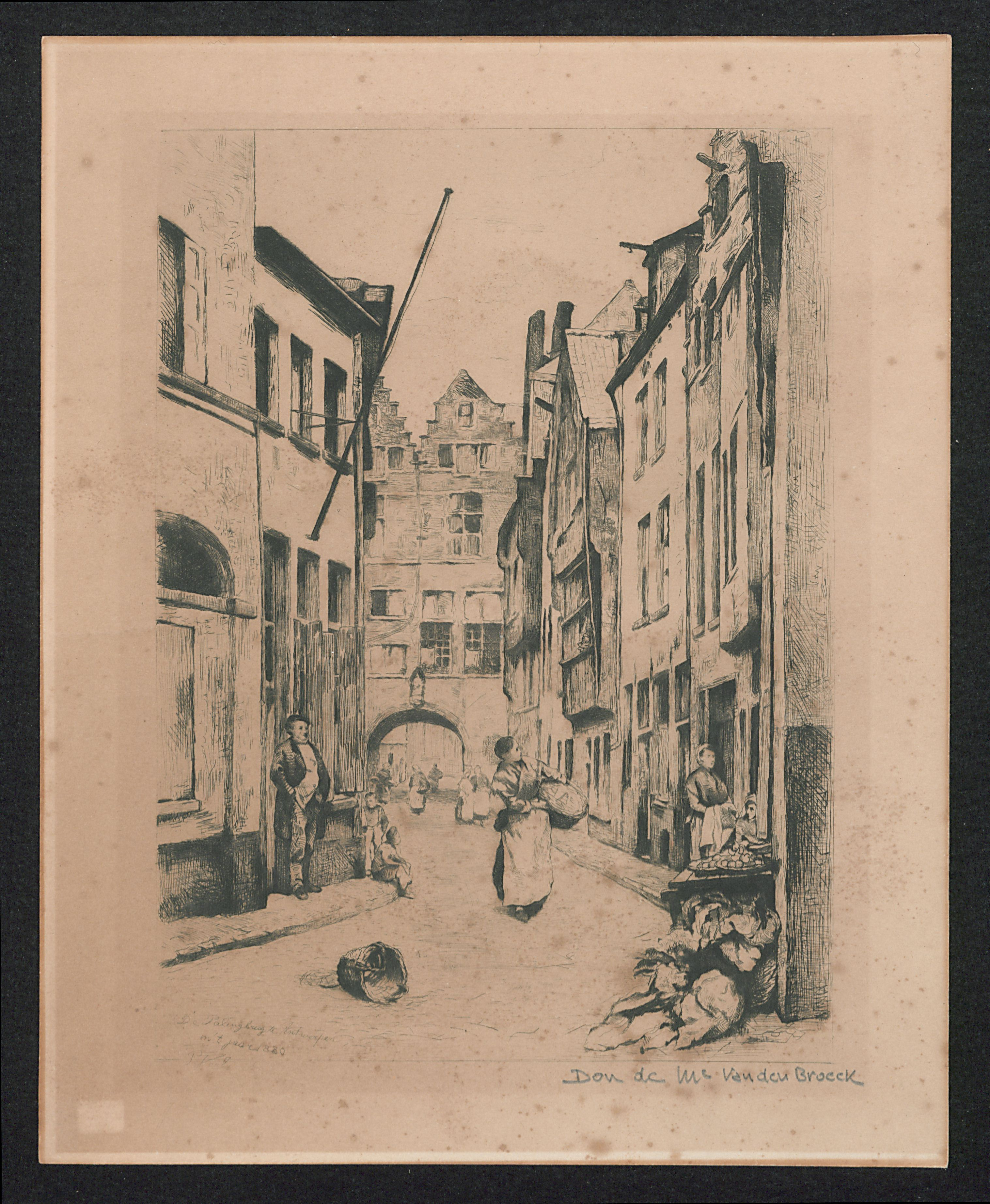
Scène de rue à Anvers, 1880, par Piet Verhaert

En 1857, la famille s'installe à Anvers, où Tinchant et Louis fondent un magasin de cigares et une entreprise de fabrication, qu'ils appellent Maison Américaine. Un par un, les frères se rendent aux États-Unis, où ils créent avec succès une entreprise internationale de tabac, avec Joseph à La Nouvelle-Orléans, Pierre travaillant le long de la côte du Golfe et Edouard s'installant dans l'entreprise à Mobile, en Alabama. Jules opère depuis Veracruz, au Mexique et Ernest est basé à Anvers. Tinchant meurt en 1871, et Élisabeth Vincent vit encore plus d'une décennie. Elle meurt à Anvers le 29 novembre 1883. Elle et Tinchant sont enterrés au cimetière du Schoonselhof avec trois générations de leur famille.

## Héritage

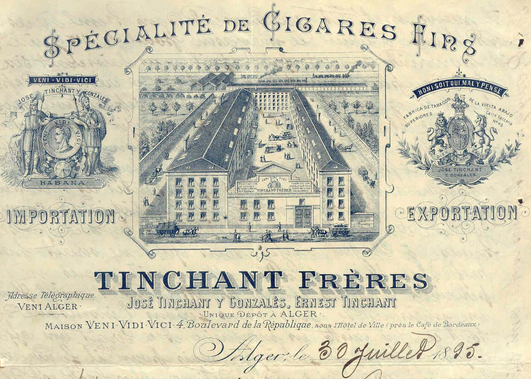
Papier à en-tête pour Tinchant Frères, fabricants de cigares, v. 1895

Les fils de Vincent, Joseph et Edouard, servent dans le 6e régiment de Louisiane de l'armée de l'Union pendant la guerre de Sécession,. À la fin du conflit, Edouard devient délégué à la Convention constitutionnelle de Louisiane de 1867 (en), où il propose l'égalité des droits civils pour les femmes et sans distinction de race,. Trois générations de la famille travaillent par la suite dans le commerce du tabac, mais l'entreprise s'effondre finalement à la suite des perturbations provoquées par la Seconde Guerre mondiale. Plusieurs membres de la famille combattent dans la résistance et la petite-fille de Joseph décède dans le camp de concentration de Ravensbrück, où elle est envoyée pour ses activités politiques.
L’histoire de Vincent et de sa famille document l’histoire du statut d'apatride et de la citoyenneté, ainsi qu’à l’impact du statut juridique et des formalités administratives sur les personnes de couleur,. L'alphabétisation et la compréhension de l'importance des papiers d'identité sont essentielles pour maintenir le statut de la famille et garantir sa liberté. Malgré les troubles politiques, la famille réussit à négocier le long de différentes divisions raciales et de systèmes juridiques variés, qui ont remis en question leur capacité à atteindre un statut civil égalitaire. Selon l'historien Afua Cooper l'histoire de Vincent confirme qu'à travers l'évolution des identités ethniques et nationales au xixe siècle, les personnes noires et de couleur libres ont pu rechercher la réussite économique, la liberté, la respectabilité et la sécurité au-delà de nombreuses frontières internationales. L'historien James Sidbury (en) note que la « micro-histoire » de la famille de Vincent confirme que les récits historiques antérieurs ont déformé la compréhension des expériences complexes de la diaspora africaine. Les nombreux documents relatifs à Vincent dissipent l'idée selon laquelle leurs histoires ne reposent que sur des histoires orales.